# Doña Nieves
Nieves Frías viuda de Limón Aguado, más conocida como Doña Nieves, es un personaje de la serie de comedia El Chavo del 8 interpretado por María Antonieta de las Nieves. Es una ancianita alegre y simpática que vive en el departamento 72, es la abuela de Don Ramón y bisabuela de La Chilindrina. Su primera aparición en la serie fue en la primera parte de la saga "Don Ramón abandona la vecindad" de 1977, cuando la recordaron mirando el álbum de fotografías. También hizo su aparición en 1979 junto a Jaimito el cartero, tras la ausencia de Quico y Don Ramón, convirtiéndose en un personaje permanente tanto en la serie original como en el programa Chespirito en 1980 hasta su definitivo final en 1990. Además apareció en el film "La Chilindrina en apuros" de 1994.
Cómo personaje de la serie, es relativamente derivativo de su "bizcanieta", al ser básicamente una versión anciana de la misma. A pesar de esto, ella tiende a tener una actitud mucho más amigable y cariñosa que la Chilindrina, y a ratos tiene breves momentos de sabiduría (producto de su edad), y tiende a defender al Chavo constantemente.

## Descripción y caracterización ficticia
Doña Nieves es una viejita alegre, "jovial" hasta cierto punto, y con una estricta personalidad y apariencia muy parecida a la de su bisnieta, La Chilindrina, quien cariñosamente le llama "bizcabuela" en vez de decir bisabuela. Es idéntica a su "bizcanieta" (bisnieta) y llama a su nieto "Monchito". Además es muy chismosa, suele enojarse fácilmente cuando alguien hace alusión a su edad avanzada. También su aspecto y carácter popular causan que sea despreciada por los demás, ante esto ella suele responder de forma burlona y ofensiva. Cuyo nombre hace alusión al tercer nombre de la actriz que la protagoniza la mismísima María Antonieta de las Nieves.
Probablemente entre sus características y cualidades físicas están la frase: "¿Quepachó, quepachó?, vamos ay", usando el dígrafo "CH" en vez de la letra "S", y llora como la Chilindrina, además le da un coscorrón al Chavo, igual que Don Ramón. Curiosamente, este personaje apareció junto al de Don Ramón y de Jaimito el Cartero en solo tres capítulos: "Don Ramón abandona la vecindad" (1977), "La llegada de Doña Nieves y Jaimito" (1979) y "El regreso de Don Ramón" (1981). Un año después (en 1985) reapareció en el episodio "Jaimito en la escuela". Usualmente Doña Nieves fue un único personaje estelar y fijo que luego de algunos años se integró definitivamente al elenco principal del Chavo del Ocho y llegó a formar parte importante en el desarrollo de las aventuras de la vecindad.
Doña Nieves vivía en la ciudad de México en una vivienda aparte, se desconoce su ubicación y con quién, aunque se puede suponer que vivía sola. Cuando Don Ramón quedó viudo y a cargo de su hija durante el día de su nacimiento, Doña Nieves llegaba a ayudarle a cuidar a la Chilindrina, pero no vivía en la vecindad. Doña Nieves aseguró que estuvo presente el día en que el Chavo llegó a la vecindad, lo cargó en sus brazos y le regaló una torta de jamón. Más tarde, ella dejaría de frecuentar la vecindad, entonces Don Ramón y la Chilindrina solían ir a visitarla. Tiempo después, Doña Nieves fue a vivir un tiempo a Toluca; cuando regresó fue a vivir en la vecindad del Chavo por petición de la Chilindrina, ya que se había quedado sola tras la salida de Don Ramón y el Chavo se dio cuenta de que realmente Doña Nieves se encontró en la misma y se presentó con él. Su única familia son su nieto Don Ramón, su bisnieta La Chilindrina y su prima Aldonza de la Chistorra, quien vive en Colomocho. Ella aparece solamente en la película "La Chilindrina en apuros" (1994).
Al igual que Don Ramón, no tiene trabajo ni otra fuente para buscar dinero; cuando llegó a vivir en la vecindad del Chavo le tocó asumir la deuda de 14 meses de renta que Don Ramón se fue sin pagar. Suele divertirse mirando telenovelas o jugando barajas.

## Aparición
Este personaje apareció junto a Don Ramón en solamente dos capítulos: "Don Ramón se va de la vecindad 1" (1977) y "El regreso de Don Ramón" (1981). Sustituyó a este en varios de los episodios donde ya no aparecía este último entre 1979 y 1983, especialmente en: "Los locos y la Cruz Roja" (1979), "La noción del tiempo" y "La posada de la vecindad" (1981), pero también apareció junto a Jaimito el cartero desde 1979 en varios capítulos: "La llegada de Doña Nieves y Jaimito", "Los ratones en el restaurante 2", "La manifestación por el Chavo", "Navidad en casa del Señor Barriga" y "La lavadora de Doña Florinda", mientras que en 1982 continuamente, volvió a aparecer en otros episodios más: "Como enviar a Ñoño a la escuela", "La fiesta de la Buena vecindad 1 y 2", "El ratero de la vecindad", "El vale de un millón de pesos", "El cortocircuito en la vecindad/El partido de fútbol", "La vecindad en venta" y en 1983, en cuatro episodios: "El Chapulín Colorado en la vecindad", "El pastel de Doña Clotilde", "El torneo de barajas" y "La vecindad sin agua". Un año después (en 1985) reapareció en el episodio "Jaimito en la escuela".
En los años 70 tuvo varios prototipos: uno en un sketch de la serie independiente Los supergenios de la Mesa Cuadrada "El ropavejero y el difunto" y "La granada", después en un sketch de Chespirito de 1971 "La anciana ladrona de comida", en "El limosnero del parque" de 1972, en "Un encuentro en el parque" de Dr. Chapatín y en "La venganza del Peterete" de El Chapulín Colorado, ambos de 1972, en "La anciana policía" en Los Caquitos de 1973, y uno en el episodio "El maestro de los disfraces" de 1978 y otro de 1992. Además en la escena final del episodio de el Chapulín Colorado "Lo chiflado no quita lo cantado" de 1975, Doña Nieves apareció con un disfraz de guerrera revolucionaria francesa que atacaba al Chapulín haciéndolo correr.
Apareció en 1979 cuando llegó a vivir a la vecindad del Chavo del Ocho, siendo desde entonces un personaje recurrente en la serie original hasta el año 1985 en el programa Chespirito: "Jugando a la escuelita", "Jugando a la tintorería", "Pelea por el tenderero", "Historias de terror", "Doña Nieves jardinera", "Doña Nieves pintora", "Los mecánicos y el coche descompuesto", "El perrito callejero del Chavo", "La orquesta de la vecindad" y "La Independencia y los Tronadores" (varios de 1980). Así como la mayoría de los personajes de El Chavo del 8, Doña Nieves ha aparecido de manera ocasional junto a otros personajes de Chespirito en diferentes capítulos que pertenecen a la serie: en el Dr. Chapatín ("El cine"), ("La posada" en 1980 y en "La delegación" en 1981) y en Los Caquitos ("La muerte del Shory" en 1980), además en El Chapulín Colorado ("La venganza del Pocas Trancas"), siendo una destacada participación especial dentro de la trama.
En el episodio "La falta de agua en la vecindad" (1990) tuvo una pequeña aparición luego de estar varias temporadas ausente de la pantalla, aunque varias veces fue mencionada, siendo ésta su última aparición en la vecindad del Chavo.
Su continua aparición en el programa Chespirito fue en el episodio "El Hotel Emporio" (1991), el cual es un crossover de Los Chifladitos junto al Doctor Chapatín. En el cual se dijo su nombre completo, pero Doña Nieves solamente tuvo su participación especial en dos sketches posteriores "Doña Nieves en el cine" (1991) y "Los desmayos de Doña Nieves" (1992).
Además, Doña Nieves apareció ocasionalmente junto a su prima Aldonza de la Chistorra en la película "La Chilindrina en Apuros" (1994) y tuvo un breve cameo en "El Chanfle" (1978) junto al Doctor Chapatín.
En un capítulo, en el cual Don Ramón aparece en la escuela, Doña Nieves les dice al Profesor Jirafales y a los alumnos de éste, que fue ferrocarrilera en su época juvenil.
Frecuentemente, luego de que Doña Florinda le pegaba una cachetada a Don Ramón, esta le decía "¡Y la próxima vez, vaya a... a su abuela!". Tras ello, el Chavo siempre le hacía la pregunta: "Don Ramón, ¿su abuelita...?" y Don Ramón le pegaba diciéndole "¡Y no te doy otra nomás porque mi abuelita...!", dando a entender que en realidad su abuela era profesional de lo que le preguntaba el Chavo. En algunas de estas ocasiones, Don Ramón afirmaba otras profesiones de su abuela como: Sargento de Pancho Villa, campeona de tiro al pichón, jugadora de las Chivas del Guadalajara, etc.
Según Don Ramón en el sketch de 1981, "Las porquerías en el patio", a Doña Nieves le apodaban: "La Mantequilla", por verse resbalosa.
Eventualmente en 1979, en la versión de "El Día Internacional del Niño" cuando los niños de la vecindad cantan la canción "Gracias Cri Cri", Doña Nieves apareció regalándole una espada del armario al Chavo.
En 1994 luego de haber aparecido (físicamente) en la película La Chilindrina en Apuros, en el primer episodio de la serie spin-off Aquí está la Chilindrina, Doña Nieves hace un pequeño cameo en el primer episodio, La llegada de la Chilindrina. Sin embargo, sólo se escuchó su voz leyendo la carta al inicio de dicho episodio, sin aparecer físicamente.

## Vestuario
Doña Nieves es una viejita muy alegre y simpática, es pecosa y chimuela, tiene la misma actitud que su biznieta la Chilindrina, tiene canas con coletas en espiral en cada lado y usa anteojos y la misma ropa que la Chilindrina, aunque en algunas ocasiones la ropa de Doña Nieves es marrón con blanco (desde 1979 en la serie original hasta 1982 en el programa Chespirito). En sus últimas apariciones su vestimenta es completamente marrón.

## Cameos en la serie animada
A diferencia de la Chilindrina, Doña Nieves sí aparece en algunos episodios de la serie animada, pero sólo en algunas escenas imaginarias de lo que dice el Chavo a Don Ramón después de que Doña Florinda le da una cachetada. También en una foto en el episodio de la tercera temporada "El ataque de los insectos", pero con lentes y vestido rosa, y más parecida a este último que a la Chilindrina.